# Joseph Stiglitz
Joseph Eugene Stiglitz, Ủy viên Hội Hoàng gia FBA (sinh ngày 9 tháng 2 năm 1943) là một nhà kinh tế Hoa Kỳ và là một giáo sư tại Đại học Columbia. Ông nhận giải Nobel Kinh tế năm 2001 và giải John Bates Clark năm 1979. Ông là cựu phó chủ tịch và nhà kinh tế trưởng của Ngân hàng Thế giới, và là cực thành viên và Chủ tịch của Hội đồng cố vấn kinh tế. Ông được biết đến với cái nhìn phê phán của ông về quản lý toàn cầu hóa, tự do kinh tế thị trường (mà ông gọi là "trào lưu thị trường tự do"), và một số tổ chức quốc tế như Quỹ Tiền tệ Quốc tế và Ngân hàng Thế giới. Ông là một trong những nhà kinh tế học xuất sắc nhất thế giới, theo đánh giá của dự án RePEc Chuyên ngành của ông rất đa dạng, từ kinh tế học vĩ mô, kinh tế học công cộng, kinh tế học phát triển, đến kinh tế học quốc tế. Ông có những đóng góp rất lớn cho kinh tế học ở các lý luận về về ảnh hưởng của việc kiểm soát thông tin đến thị trường.
Năm 2000, Stiglitz thành lập Sáng kiến đối thoại chính sách (IPD), một think tank về phát triển quốc tế tại Đại học Columbia. Từ năm 2001, ông là giáo sư tại đại học Columbia, là giáo sư đại học từ năm 2004, và là đồng chủ tịch của Ủy ban tư tưởng toàn cầu. Ông cũng là chủ tịch Viện nghèo đói thế giới Brooks thuộc Đại học Manchester cũng như Ủy ban quốc tế các nhà xã hội về các vấn đề tài danh hiệuhọc hàm giáo sư danh dự, cũng như một danh hiệu trưởng khoa danh dự. Năm 2009, chủ tịch Đại hội đồng Liên hợp quốc là Miguel d'Escoto Brockmann đã bổ nhiệm Stiglitz làm Chủ tịch ủy ban Liên hợp quốc về cải cách hệ thống tiền tệ và tài chính quốc tế; trên cương vị mới ông đã đề xuất các đề nghị, giám sát, và được ủy quyền báo cáo về cải cách hệ thống tiền tệ và tài chính quốc tế. Từ năm 2012 Stiglitz là Chủ tịch hiệp hội kinh tế quốc tế và hiện đang chủ trì việc tổ chức IEA toàn cầu 3 năm một lần diễn ra tại biển Chết ở Jordan vào tháng 6 năm 2014.
Stiglitz từng là Phó chủ tịch và nhà kinh tế trưởng của Ngân hàng Thế giới, từng là thành viên và sau đó là chủ tịch Hội đồng tư vấn kinh tế cho Tổng thống William Clinton.
Trong khi ủng hộ toàn cầu hóa kinh tế, ông vẫn cảnh báo về những tác động tiêu cực của nó (xem tác phẩm "Toàn cầu hóa và những mặt trái").
Stiglitz là nhà kinh tế có ảnh hưởng đứng thứ 4 thế giới hiện nay dựa trên các trích dẫn hàn lâm, vào năm 2011 ông được tạp chí Time đưa vào danh sách một trong 100 người có ảnh hưởng nhất thế giới. Các công trình của Stiglitz tập trung vào phân phối thu nhập, quản lý tài sản rủi ro, quản trị doanh nghiệp và thương mại quốc tế. Ông cũng là tác giả của 10 cuốn sách, cuốn mới nhất mang tựa đề Cái giá của sự bất bình đẳng (2012), được The New York Times đưa vào danh sách các cuốn sách bán chạy nhất.

## Tác phẩm
Sách
- 2012, The Price of Inequality: How Today's Divided Society Endangers Our Future, Stiglitz, J.E., W.W. Norton & Company, ISBN 978-0393088694
- 2010, Freefall: America, Free Markets, and the Sinking of the World Economy, Stiglitz, J.E., W.W. Norton & Company, ISBN 0393075966
- 2010, Mismeasuring Our Lives: Why GDP Doesn't Add Up, Fitoussi, J-P., Sen, A. & Stiglitz, J.E., The New Press.
- 2010, The Stiglitz Report: Reforming the International Monetary and Financial Systems in the Wake of the Global Crisis, Stiglitz, J.E., The New Press, ISBN 1595585206
- 2010, Time for a Visible Hand: Lessons from the 2008 World Financial Crisis, Jones, S.G., Ocampo, J.A. & Stiglitz, J.E. (Ed.), Oxford University Press.
- 2008, The Three Trillion Dollar War, Bilmes, L. Stiglitz, J.E., W.W. Norton & Company, ISBN 978-0393067019
- 2006, Making Globalization Work, Stiglitz, J.E., W.W. Norton & Company, ISBN 978-0393061222
- 2006, Stability with Growth: Macroeconomics, Liberalization, and Development, Ffrench-Davis, R., Nayyar, D., Ocampo, J.A., Spiegel, S. & Stiglitz, J.E., Oxford University Press.
- 2005, Fair Trade for All: How Trade Can Promote Development, Charlton, A.H.G. & Stiglitz, J.E., Oxford University Press, ISBN 0199290903
- 2004, The Development Round of Trade Negotiations in the Aftermath of Cancún, Charlton, A.H.G. & Stiglitz, J.E., Commonwealth Secretariat, ISBN 978-0850928013
- 2003, The Roaring Nineties, Stiglitz, J.E, W.W. Norton & Company, ISBN 978-0393058529
- 2003, Towards a New Paradigm in Monetary Economics, Greenwald, B. & Stiglitz, J.E., Cambridge University Press, ISBN 978-0521810340
- 2002, Economics, Stiglitz, J.E. & Walsh, C.E., W.W. Norton & Company.
- 2002, Globalization and Its Discontents, Stiglitz, J.E., W.W. Norton & Company, ISBN 978-0393051247
- 2002, Peasants Versus City-Dwellers: Taxation and the Burden of Economic Development, Sah, R.K. & Stiglitz, J.E., Oxford University Press.
- 2002, Principles of Macroeconomics, Stiglitz, J.E. & Walsh, C.E., W.W. Norton & Company.
- 2002, The Rebel Within: Joseph Stiglitz and the World Bank, The Rebel Within: Joseph Stiglitz and the World Bank, Stiglitz, J.E., Anthem Press.
- 2001, Rethinking the East Asian Miracle, Stiglitz, J.E. & Yusuf, S. (Ed.), Oxford University Press.
- 2000, Frontiers of Development Economics: The Future in Perspective, Meier, G.M. & Stiglitz, J.E. (Ed.), World Bank.
- 1996, Whither Socialism?, Stiglitz, J.E., MIT Press, ISBN 978-0262691826
- 1994' Economics and the Canadian Economy, Stiglitz, J.E. & Boadway, Robin W., W W Norton & Co Inc, ISBN 978-0393965117
- 1989, The Economic Role of the State, Stiglitz, J.E., Wiley-Blackwell, ISBN 978-0631171355
- 1986, Economics of the Public Sector, Stiglitz, J.E., W.W. Norton & Company, ISBN 978-0393966510
- 1981, Theory of Commodity Price Stabalization, Newberry, D.M.G. & Stiglitz, J.E., Oxford University Press.
- 1980, Lectures on Public Economics, Anthony Barnes Atkinson & Joseph E. Stiglitz, Mcgraw-Hill College, ISBN 978-0070841055
- 1969, Readings in the Modern Theory of Economic Growth, Stiglitz, J.E. & Uzawa, H., MIT Press, ISBN 978-0262190558

Các chương sách
- 2009. "Regulation and Failure", in David Moss and John Cisternino (eds.), New Perspectives on Regulation, ch. 1, các trang 11–23. Lưu trữ ngày 14 tháng 2 năm 2010 tại Wayback Machine Cambridge: The Tobin Project.
- 2001, New Ideas About Old Age Security: Toward Sustainable Pension Systems in the 21st Century, edited with Robert Holzmann, World Bank, January 2001.

Bài báo khoa học chọn lọc
- 2007, "Prizes, Not Patents" post-autistic economics review, issue no. 42
- 1998, Distinguished lecture on economics in government: The private uses of public interests: Incentives and institutions. Journal of Economic Perspectives, 12, 3–22.
- 1998, Redefining the Role of the State – What should it do? How should it do it? And how should these decisions be made? Lưu trữ ngày 29 tháng 5 năm 2008 tại Wayback Machine Paper presented at the Tenth Anniversary of MITI Research Institute, Tokyo, March 1998.
- 1996, The World Bank Research Observer: No 2: August 1996 by Joseph Stiglitz
- 1993, "Post Walrasian and post Marxian economics," Journal of Economic Perspectives, vol. 7, pp. 109–14
- 1993, "Market socialism and neoclassical economics," in Bardhan, P. K. and Roemer, J. E. (eds.), Market Socialism. The Current Debate, New York: Oxford University Press
- 1989, "Principal and agent," in J. Eatwell, M. Milgate and P. Newman (eds.), The New Palgrave. Allocation, Information and Markets. New York: W. W. Norton
- 1987, "The causes and consequences of the dependence of quality on prices", Journal of Economic Literature, vol. 25, pp. 1–48
- 1981 (with A. Weiss), "Credit Rationing in Markets with Imperfect Information Lưu trữ ngày 10 tháng 4 năm 2011 tại Wayback Machine", American Economic Review, vol. 71, pp. 393–410
- 1977 (with A.K. Dixit), "Monopolistic Competition and Optimum Product Diversity", American Economic Review, vol. 67, pp. 297–308
- 1976 (with M. Rothschild), "Equilibrium in Competitive Insurance Markets: An Essay on the Economics of Imperfect Information", Quarterly Journal of Economics, vol. 90, pp. 629–650.
- 1974, "Incentives and Risk Sharing in Sharecropping", Review of Economic Studies, Vol. 41, No. 2, 219–255.
- 1974, "Alternative Theories of Wage Determination and Unemployment in LDCs: The Labour Turnover Model", Quarterly Journal of Economics, vol. 81, pp. 194–227
- 1971 (with M. Rothschild), "Increasing Risk: II. Its Economic Consequences", Journal of Economic Theory, Vol. 3, pp. 66–84
- 1970 (with M. Rothschild), "Increasing Risk: I. A Definition", Journal of Economic Theory, Vol. 2, pp. 225–243

Bài viết trên báo chí đại chúng
- 2013, "The Promise of Abenomics" Lưu trữ ngày 23 tháng 9 năm 2015 tại Wayback Machine, CFO Insight Magazine, April 2013
- 2013, "The Post-Crisis Crises" Lưu trữ ngày 3 tháng 11 năm 2013 tại Wayback Machine, CFO Insight Magazine, January 2013
- 2011, "Of the 1%, by the 1%, for the 1%", Vanity Fair, May 2011
- 2010, "The Non-Existent Hand". London Review of Books. Quyển 32 số 8. ngày 22 tháng 4 năm 2010. tr. 17–18. Truy cập ngày 14 tháng 2 năm 2011. Review of Skidelsky, Robert (2009). Keynes: the Return of the Master. Allen Lane. ISBN 978-1-84614-258-1.
- 2009, "Wall Street’s Toxic Message", Vanity Fair, July 2009
- 2009, "America's socialism for the rich", The Guardian, June 2009
- 2009, "Capitalist Fools" Lưu trữ ngày 22 tháng 6 năm 2012 tại Wayback Machine, Vanity Fair, January 2009
- 2009, "Report: The $10 Trillion Hangover: Paying the Price for Eight Years of Bush", with Linda Bilmes, Harper's Magazine, 318/1904, January 2009
- 2007, "The Economic Consequences of Mr. Bush", Vanity Fair, December 2007 Issue
- 2007, Where is the World Going To, Mr. Stiglitz? Lưu trữ ngày 18 tháng 12 năm 2014 tại Wayback Machine directed by Jacques Sarasin, First Run Features.
- 2002, "Implications of the New Fannie Mae and Freddie Mac Risk-based Capital Standard", for FannieMae Volume I, Issue ngày 2 tháng 3 năm 2002
- 2001, began writing for Project Syndicate, continues to present[13]

Video và nguồn online
- 2010, What should Europe do about Greece?, BBC Newsnight ngày 10 tháng 2 năm 2010.
- 2010, The Last word, Bloomberg Television, ngày 9 tháng 2 năm 2010.
- 2008, The Three Trillion Dollar War Lưu trữ ngày 20 tháng 12 năm 2008 tại Wayback Machine a panel discussion with Joseph Stiglitz and Linda Bilmes regarding their new book, The Three Trillion Dollar War: The True Cost of the Iraq Conflict. ngày 28 tháng 2 năm 2008 at Columbia University.
- 2007, Where is the World Going To, Mr. Stiglitz? Lưu trữ ngày 18 tháng 12 năm 2014 tại Wayback Machine directed by Jacques Sarasin, First Run Features.
- World Bank Video presentation
- Online access to Stiglitz published papers, at his own website Lưu trữ ngày 31 tháng 12 năm 2005 tại Wayback Machine